# Нури
Нури (итал. Nurri) је насеље у Италији у округу Каљари, региону Сардинија.
Према процени из 2011. у насељу је живело 2109 становника. Насеље се налази на надморској висини од 598 м.

## Становништво
Према резултатима пописа становништва 2011. у општини је живело 2.233 становника.
| 1931. | 1936. | 1951. | 1961. | 1971. | 1981. | 1991. | 2001. | 2011. |
| ----- | ----- | ----- | ----- | ----- | ----- | ----- | ----- | ----- |
| 3.071 | 3.324 | 3.988 | 3.946 | 3.347 | 3.034 | 2.715 | 2.431 | 2.233 |